# 梅屋敷駅 (東京都)
梅屋敷駅（うめやしきえき）は、東京都大田区蒲田二丁目にある、京浜急行電鉄（京急）本線の駅。駅番号はKK10。

## 歴史
- 1901年（明治34年）2月1日 - 開業。開業時は道路上の停留場であった[2]。
- 1923年（大正12年）4月1日 軌道移転に伴い、新設軌道上に移転[2]。
- 1982年（昭和57年）4月1日 - 当駅に停車する列車が一部6両編成となり、ドアカットが実施されるようになる[3]。
- 2010年（平成22年）5月16日 - 上り線高架化[4]。
- 2012年（平成24年）
  - 4月9日 - 接近メロディを導入[5]。
  - 10月21日 - 接近メロディの使用を終了。下り線高架化[6]。これにより、ドアカットが完全に解消される。
- 2013年（平成25年）7月18日 - 副駅名に東邦大学前が追加[7]。
- 2024年（令和6年）2月10日 - 始発より当駅1番線、2番線のホームドアの運用を開始[8][9]。

### 駅名の由来
当駅付近にかつて「梅屋敷」と称される、風邪薬の販売と梅見で有名な商家が存在したことに由来する。

## 駅構造
相対式ホーム2面2線の高架駅である。ホームは薄いピンク色の壁面になっており、一部に駅名に因んで梅のイラストがあしらわれている。

### のりば
| 番線 | 路線 | 方向 | 行先                              |
| ---- | ---- | ---- | --------------------------------- |
| 1    | 本線 | 下り | 羽田空港方面 / 横浜・三浦海岸方面 |
| 2    | 本線 | 上り | 品川・新橋方面                    |

駅簡易自動放送は、1番線が関根正明、2番線が大原さやかが担当している。

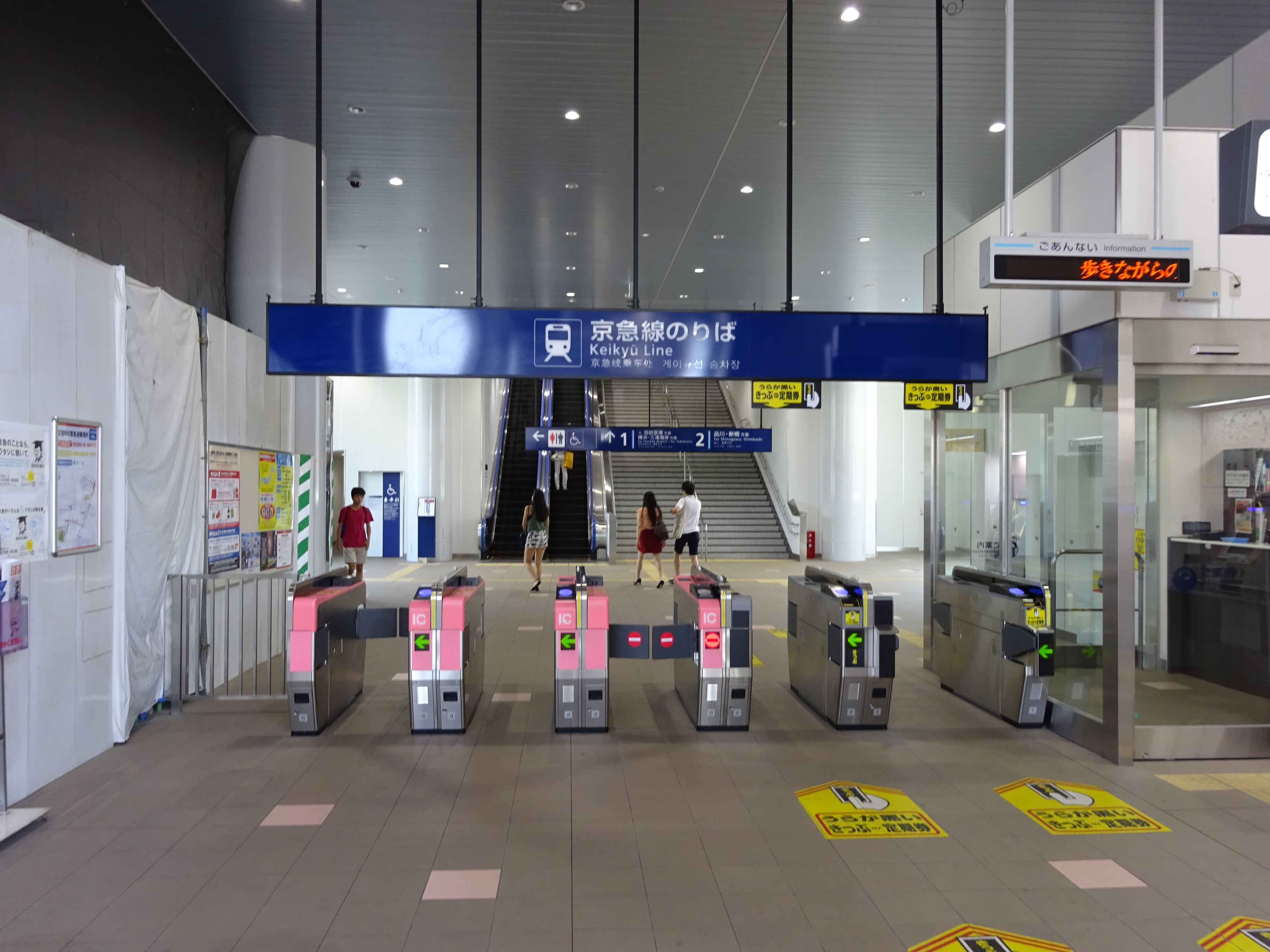
改札口（2016年8月）
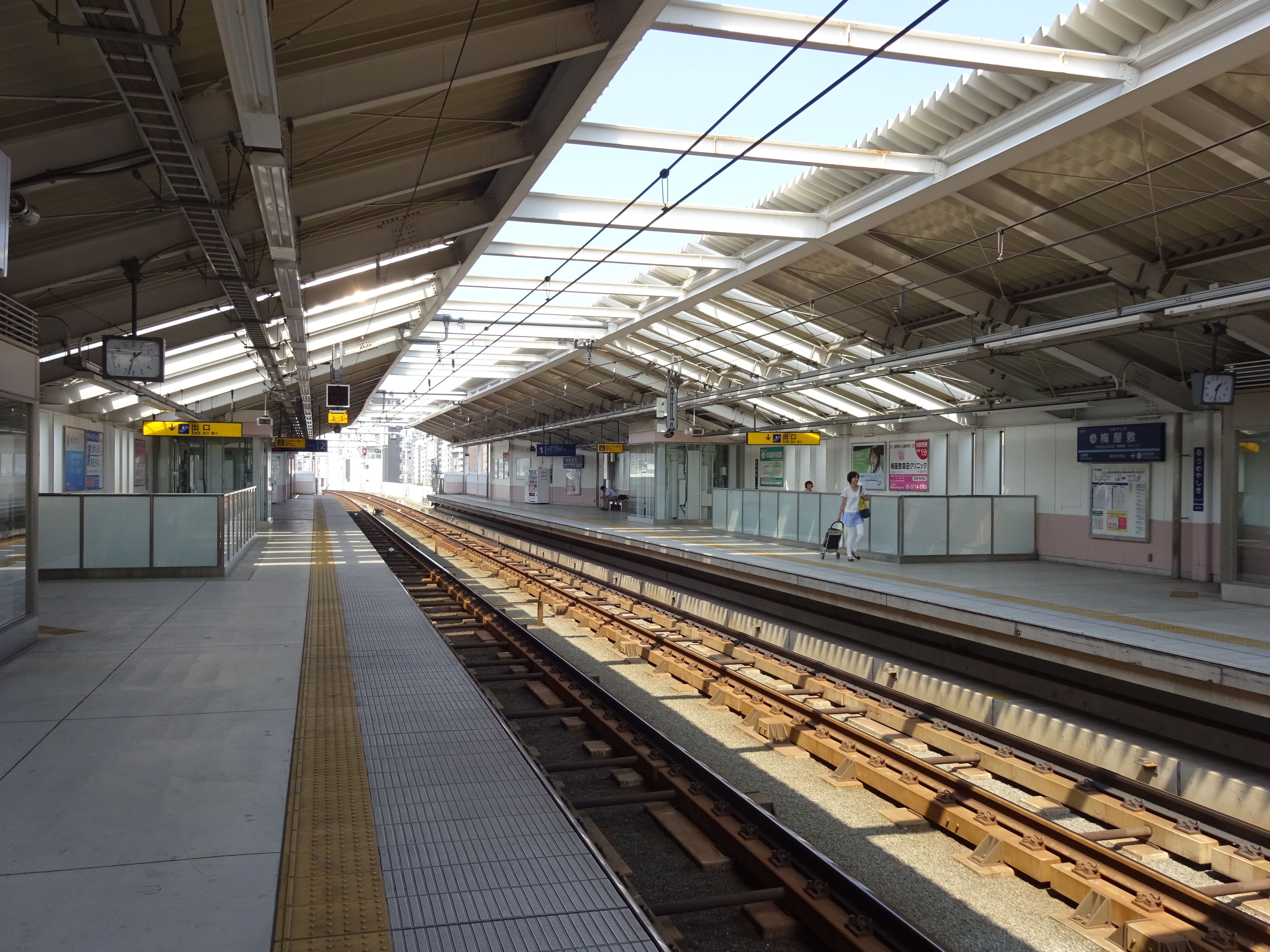
ホーム（2016年8月）

### 接近メロディ
2012年4月9日から同年10月21日まで、大田区を舞台にしたNHKの連続テレビ小説『梅ちゃん先生』の主題歌である、SMAPの『さかさまの空』をアレンジしたものを接近メロディとして使用していた。メロディはスイッチの制作で、編曲は塩塚博が手掛けた。現在は独自メロディなしの駅と同じく6つのレントラー舞曲が使用されている。

### 連続立体交差事業
2010年5月16日に上り線を高架化した際は新・下り線用のホームを一時的に使用し、線路上に仮設ホームを設置していたが、2012年10月21日の下り線高架化により撤去されて新・下り線用ホームとなり、新・上り線は既に躯体が完成しているホームを使用することになった。
高架化前の地上駅時代は、駅両端に踏切がある関係でホームの有効長が4両分であった。1982年4月に6両編成の普通列車が登場すると京急蒲田側に2両はみ出して停車せざるを得なくなったので、当駅ではドアが開かない「ドアカット」を実施していた。2007年11月頃より6両で組成される編成のうち京急蒲田側2両のドアに当駅でドアが開かない旨を喚起する表示ステッカーの貼付が順次行われていった。なお、上りホームは高架化によって有効長が6両分とされたため、ドアカットは行われなくなった。上りホームにおいてすべてのドアが開閉されることで、その喚起表示に「下り方面」の表記が付加された。ドアカット部の最も浦賀寄りには乗務員が安全確認を行うため、業務用の小さいホームが設置されていた。
地上駅時代は上りホームに西口、下りホームに東口があり、各ホーム間を連絡する跨線橋などはなく、改札内でのホームの行き来はできなかった。上り線の高架化後は、下りホーム側に上りホームへと連絡する階段やエレベーター、エスカレーターを設置したことで改札内でのホーム間行き来が可能になった。高架時に旧上りホームにあった西口は一旦閉鎖されたが、2012年5月13日から上りホームが本来の位置に移設したために再度西口が開設された。西口の再開設に伴い、地平の下りホームと高架の上りホームを連絡する階段・エレベーター・エスカレーターは閉鎖され、再度改札内のホームの行き来は不可能になっていた。
高架化工事が2012年10月に完成し、ホーム長113m（6両編成対応）の相対式ホーム2面2線を有する高架駅となった。2013年には上下線の改札口が統合され、再び改札内のホームの行き来が可能になった。下り本線は南隣の京急蒲田駅下りホームが3階部分に設置されているため、当駅の先で上り勾配が始まる。
2024年2月10日より、当駅1番線、2番線のホームドアの運用が開始された。
本線平和島駅 - 六郷土手駅間と空港線京急蒲田駅 - 大鳥居駅間の連続立体交差事業は2017年3月で全て完了した。なお、駅前にはタクシー乗降も可能な最大幅員13mの関連側道が整備された。
高架化事業のために取得した用地を使い、京急は2020年秋、駅近くに3階建て女性専用シェアハウス「（仮称）梅屋敷シェア」を開設する予定と発表していた。その後、2020年11月に「プライムコネクトkamata 北」として開設している。

### 地上駅時代・高架化工事の様子

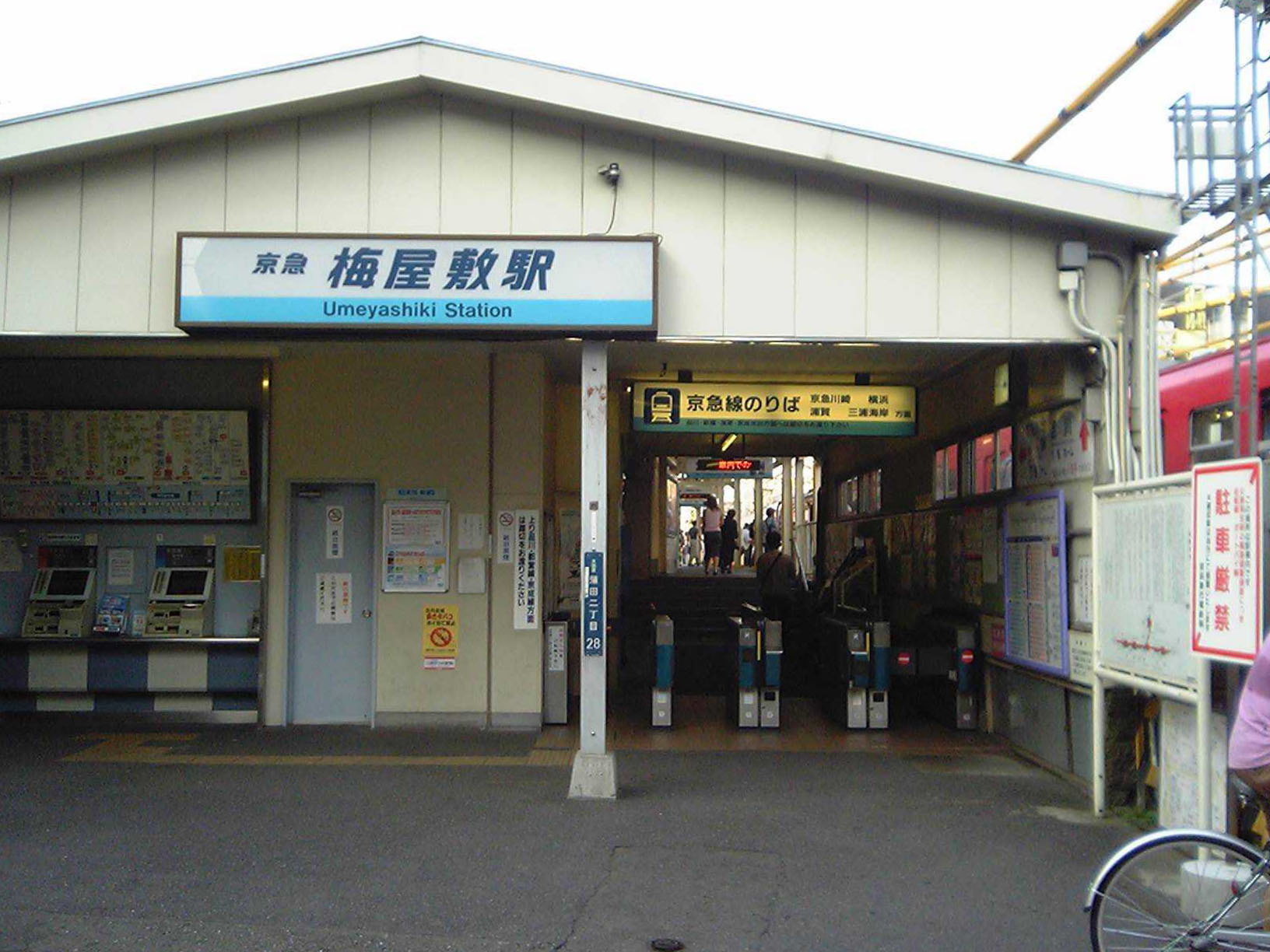
東口旧駅舎（2005年9月4日）
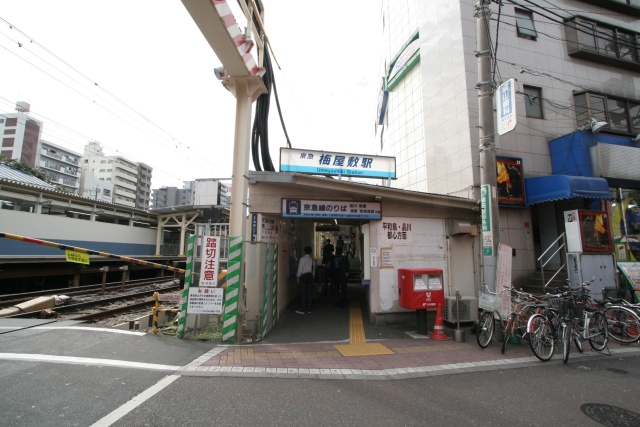
西口（2007年10月6日）
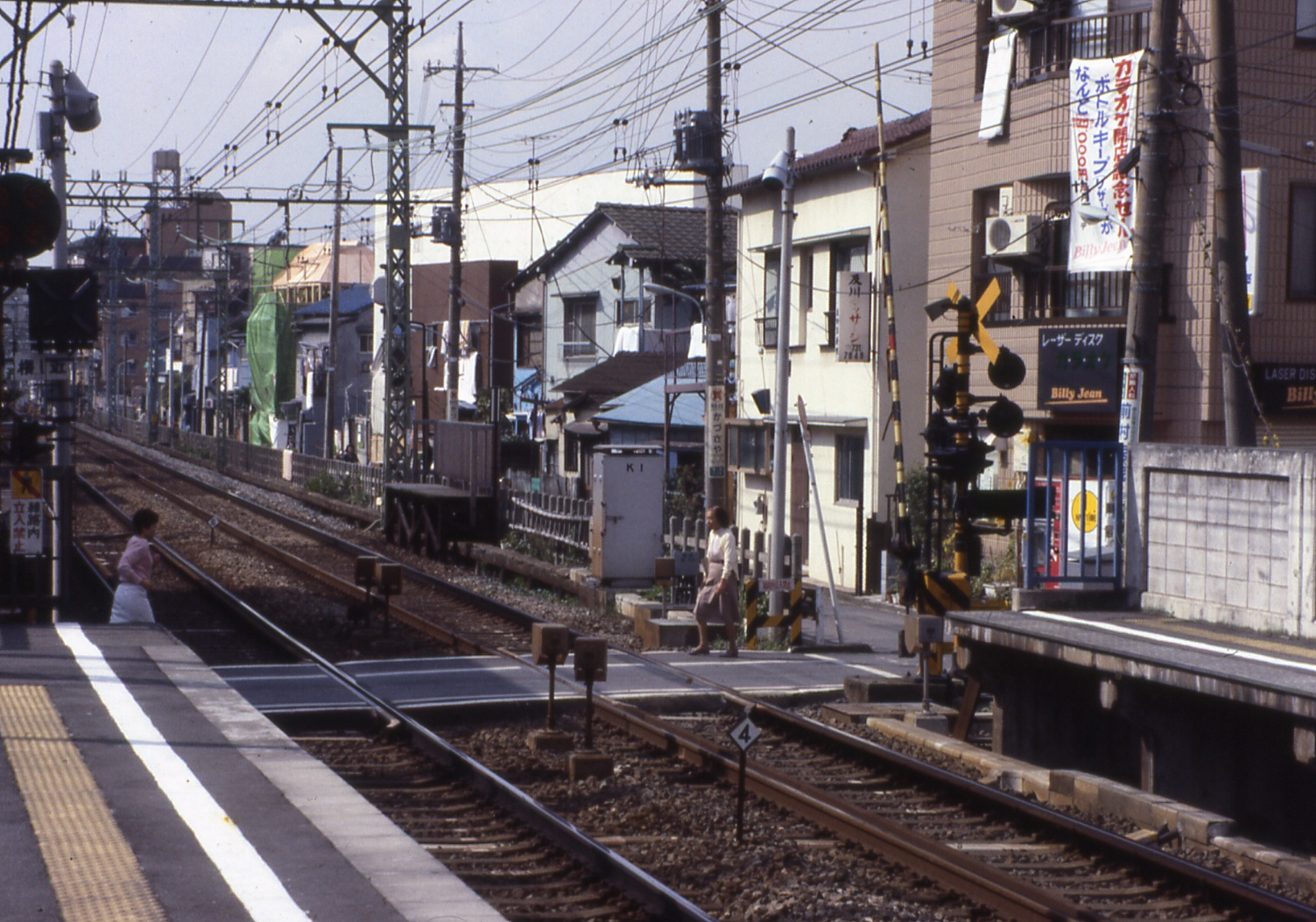
上りホーム浦賀方にあった業務用ホーム（1988年8月）
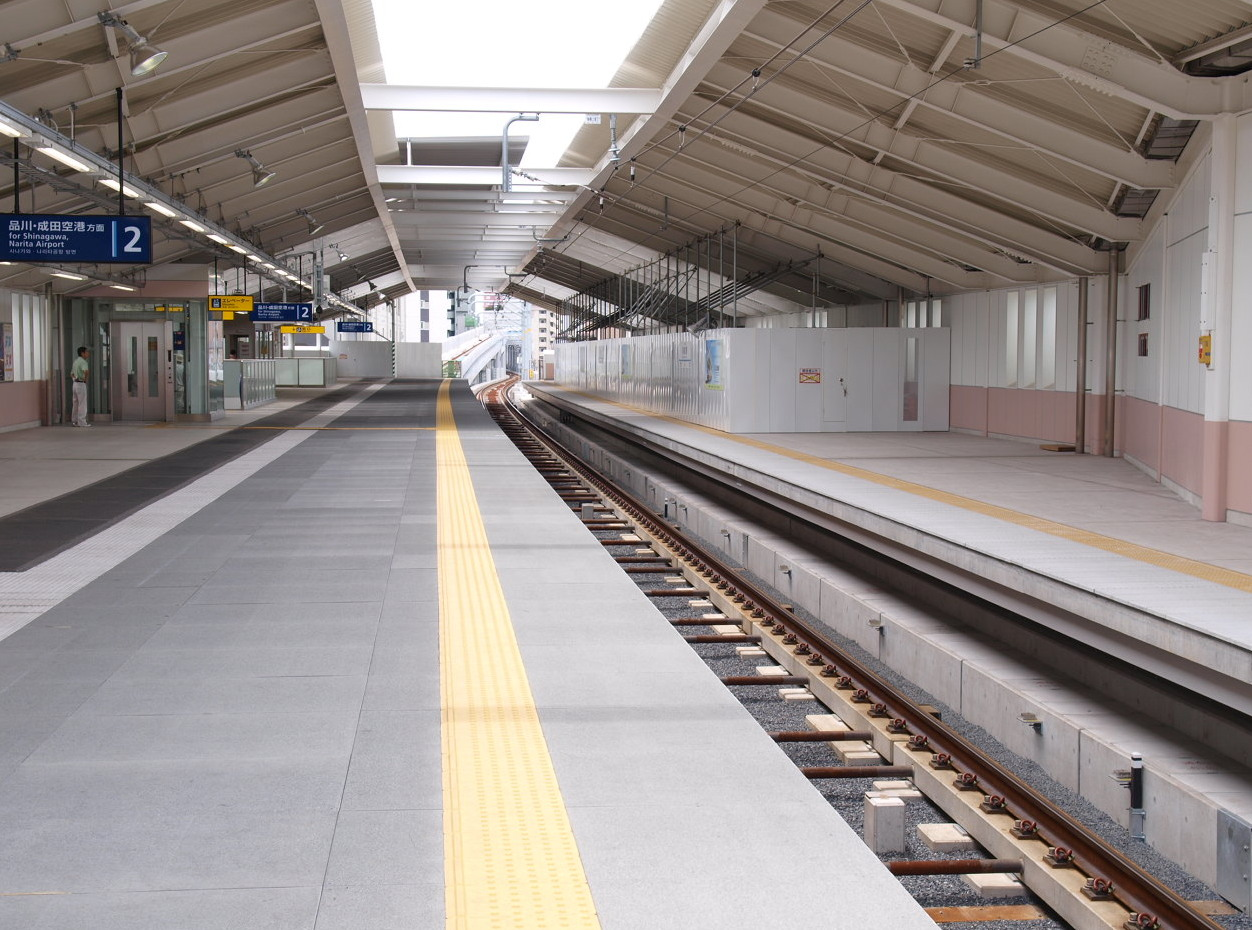
上り2番線仮設ホーム（2010年8月8日）
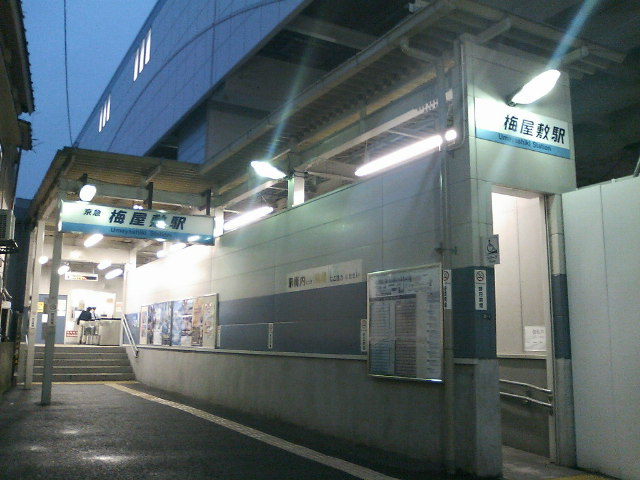
高架化工事中の東口（2010年10月21日）

## 利用状況
2024年（令和6年）度の1日平均乗降人員は16,426人で、京急線全72駅中43位。
近年の1日平均乗降・乗車人員の推移は下表の通り。
| 年度               | 1日平均 乗降人員 | 1日平均 乗車人員 | 出典     |
| ------------------ | ---------------- | ---------------- | -------- |
| 1990年（平成02年） |                  | 8,274            | [ * 1 ]  |
| 1991年（平成03年） |                  | 8,235            | [ * 2 ]  |
| 1992年（平成04年） |                  | 8,247            | [ * 3 ]  |
| 1993年（平成05年） |                  | 8,230            | [ * 4 ]  |
| 1994年（平成06年） |                  | 8,167            | [ * 5 ]  |
| 1995年（平成07年） |                  | 8,003            | [ * 6 ]  |
| 1996年（平成08年） |                  | 7,740            | [ * 7 ]  |
| 1997年（平成09年） |                  | 7,518            | [ * 8 ]  |
| 1998年（平成10年） |                  | 7,416            | [ * 9 ]  |
| 1999年（平成11年） |                  | 7,161            | [ * 10 ] |
| 2000年（平成12年） |                  | 7,022            | [ * 11 ] |
| 2001年（平成13年） |                  | 7,016            | [ * 12 ] |
| 2002年（平成14年） |                  | 6,899            | [ * 13 ] |
| 2003年（平成15年） | 14,059           | 6,833            | [ * 14 ] |
| 2004年（平成16年） | 13,868           | 6,732            | [ * 15 ] |
| 2005年（平成17年） | 13,793           | 6,685            | [ * 16 ] |
| 2006年（平成18年） | 13,845           | 6,704            | [ * 17 ] |
| 2007年（平成19年） | 14,017           | 6,869            | [ * 18 ] |
| 2008年（平成20年） | 13,745           | 6,860            | [ * 19 ] |
| 2009年（平成21年） | 13,625           | 6,795            | [ * 20 ] |
| 2010年（平成22年） | 13,544           | 6,753            | [ * 21 ] |
| 2011年（平成23年） | 13,542           | 6,743            | [ * 22 ] |
| 2012年（平成24年） | 14,149           | 7,041            | [ * 23 ] |
| 2013年（平成25年） | 14,659           | 7,285            | [ * 24 ] |
| 2014年（平成26年） | 14,933           | 7,430            | [ * 25 ] |
| 2015年（平成27年） | 15,188           | 7,555            | [ * 26 ] |
| 2016年（平成28年） | 15,355           | 7,655            | [ * 27 ] |
| 2017年（平成29年） | 15,879           | 7,912            | [ * 28 ] |
| 2018年（平成30年） | 16,438           | 8,175            | [ * 29 ] |
| 2019年（令和元年） | 16,504           | 8,189            | [ * 30 ] |
| 2020年（令和02年） | 12,616           |                  |          |
| 2021年（令和03年） | 13,486           |                  |          |
| 2022年（令和04年） | 14,545           |                  |          |
| 2023年（令和05年） | 15,634           |                  |          |
| 2024年（令和06年） | 16,426           |                  |          |

## 駅周辺

### 官公庁・公共施設
- 大田区総合体育館 - 大田区体育館跡地に建設

### 教育機関
- 東京バイオテクノロジー専門学校
- 東邦大学 大森キャンパス
  - 東邦大学医療センター大森病院

### 郵便局・金融機関
- 大森西六郵便局

### 史跡・自然
- 聖蹟蒲田梅屋敷公園

### 店舗
- 梅屋敷東通り商店街
- ぷらもーる梅屋敷商店街

## バス路線
当駅近接の国道15号（第一京浜）上に「梅屋敷」バス停留所がある。
- 京浜急行バス
  - <蒲67> 蒲田駅行 / 大森東五丁目行

## 隣の駅
京浜急行電鉄
 本線
■エアポート快特・■快特・■特急・■急行
通過
■普通
大森町駅 (KK09) - 梅屋敷駅 (KK10) - 京急蒲田駅 (KK11)